# Consuelo Ferrer Sánchez
Consuelo Ferrer Sánchez (Castelló de la Plana, 1912 - Castelló de la Plana, 2000) fou una pintora valenciana que s'ha relacionat amb els moviments pictòrics del realisme i l'impressionisme.

## Biografia
Consuelo Ferrer Sánchez ha estat esposa i mare d'alcaldes de Castelló de la Plana. Es va criar en un ambient cultural propici a la pintura, perquè diversos familiars, un oncle i una tia pintaven i el marit era arquitecte i li agradava dibuixar.
Estudià al col·legi de les Carmelites fins als set anys, després passà al col·legi de Les Aules on començà el batxillerat però no l'acabà; sembla que per diferències amb un professor. Als tretze anys abandonà el col·legi i decidí aprendre a dibuixar i a pintar a l'acadèmia del pintor Vicent Castell. De vesprada assistia a les classes de tall i confecció en casa de Paquita Doménech i de brodat a casa de Carmen, la Bordadora. Les seues inquietuds la feren també assistir a classe de treballs manuals a casa Forcada.
Durant tretze anys assistí a l'acadèmia de Castell. En aquella època, abans de la guerra civil, realitzà nombrosos dibuixos a carbó i llapis. Malauradament no se'n conserva cap. Vicent Castell l'animà a passar a l'aquarel·la i a l'oli.
Consuelo s'inicià copiant obres del mestre Castell i només en una ocasió pintà del natural, una eixida al camp, al paratge del riu Sec. Els temes dels seus quadres eren: flors, paisatge i figura humana. Unes pinzellades segures i gran colorisme destaquen en els quadres de figures humanes i els clarobscurs en escenes amb aires teatrals.
La guerra civil i la marxa precipitada amb el seu marit mililar i arquitecte, la feren abandonar les seues estimades pintures i dibuixos. Durant la contesa feu la promesa de no tornar a pintar; no obstant això, passats els anys, quan anava a València seran freqüents les visites a l'acadèmia de Belles Arts de San Carlos d'on era professor el pintor castellonenc Sanchis Yago. Consuelo assistia a les classes només pel gaudi de recordar l'època de la seua joventut.
No abandonà l'afició per la pintura en tota la seua vida, i per no trair la promesa realitzada mai no tornà a pintar, però després del període de criança dels fills, als anys cinquanta, obrí una galeria d'art al carrer de Sant Vicent de Castelló amb el nom de Garxolí, un personatge molt popular de l'obra Tombatossals de l'escriptor castellonenc Josep Pascual Tirado.